# V501 Геркулеса
V501 Геркулеса (лат. V501 Herculis) — двойная затменная переменная звезда (E) в созвездии Геркулеса на расстоянии приблизительно 1412 световых лет (около 433 парсек) от Солнца. Видимая звёздная величина звезды — от +11m до +10,5m. Орбитальный период — около 8,5977 суток*. Возраст звезды определён как около 5,47 млрд лет*.
Открыта Рудольфом Киппенханом в 1955 году.

## Характеристики
Первый компонент — жёлтая звезда спектрального класса G3IV, или G3V, или G3. Масса — около 1,27 солнечной, радиус — около 2 солнечного, светимость — около 5,79 солнечной. Эффективная температура — около 5509 K.
Второй компонент — жёлтый карлик спектрального класса G3V, или G3. Масса — около 1,21 солнечной, радиус — около 1,51 солнечного, светимость — около 2,208 солнечной*. Эффективная температура — около 5720 K.